# Simplonská dráha
Simplonská dráha (německy Simplonstrecke či Simplonlinie, italsky Ferrovia del Sempione) je hlavní železniční trať ve Švýcarsku a Itálii. Trať vede z Vallorbe na francouzských hranicích přes jihozápadní Švýcarsko až do italského města Domodossola. Trať slouží jako napájecí trať z oblasti Ženevského jezera a Paříže do Simplonského tunelu. Provozují ji Švýcarské spolkové dráhy (SBB), které také celou trať až po stanici Iselle di Trasquera vlastní.

## Historie

### Vallorbe–Lausanne
V roce 1855 byl v rámci výstavby jižní jurské trati otevřen úsek Cossonay – Bussigny-près-Lausanne. Trať postavila společnost Compagnie de l’Ouest Suisse (OS). V roce 1856 následovala spojka Bussigny–Lausanne. V roce 1870 byl zahájen provoz na trati Cossonay-Vallorbe, v roce 1875 bylo otevřeno přeshraniční spojení s tunelem Col de Jougne, čímž bylo dokončeno napojení na francouzskou železniční síť. Vlaky z Francie do Švýcarska však musely až do roku 1915, kdy tunel du Mont d’Or a nová trať do Frasne umožnily přímou cestu, překonávat trasu úvratí. Společnost SNCF trať do Pontarlieru původně ponechala bez provozu, avšak nedemontovala ji, ale během druhé světové války byla vážně poškozena, včetně vyhození tunelu Jougne do povětří. Poté trať již nebyla obnovena.

### Lausanne–Brig

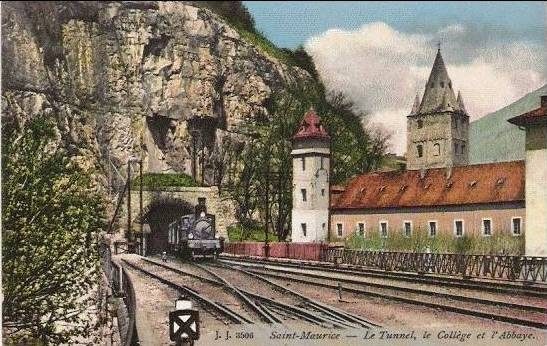
Tunel v Saint-Maurice (konec 19. století)

První úsek trati byl zprovozněn 10. června 1857, kdy společnost OS otevřela úsek Villeneuve–Bex. V dalších etapách trať dokončovaly společnosti OS, Ligne d’Italie a Simplonbahn, až byl v roce 1878 dokončen poslední spojovací úsek mezi Leukem a Brigem. Průběžná modernizace trati a přestavba na dvoukolejnou trať mezi Lausanne a Brigem v celé délce byla dokončena v roce 2004.
V roce 1913 byla dokončena výstavba horské Lötschberské trati, čímž se Brig stal novou uzlovou stanicí. Poté, co byl v roce 1919 úsek Sion–Brig elektrifikován třífázovým proudem o napětí 3000 V a frekvenci 16 Hz, byla trať v letech 1923 až 1927 elektrifikována v celé délce jednofázovým střídavým proudem o napětí 15 kV a frekvenci 16 2/3 Hz, který Švýcarské spolkové dráhy (SBB) používají dosud. Úsek Simplonským tunelem mezi Brigem a Iselle byl poslední, který byl převeden z třífázového na střídavý proud, a to v roce 1930.
Po otevření Lötschberského úpatního tunelu v roce 2007 se železniční stanice Visp stala novým přestupním uzlem z oblasti Bernu do Zermattu a Sionu.

### Brig–Domodossola

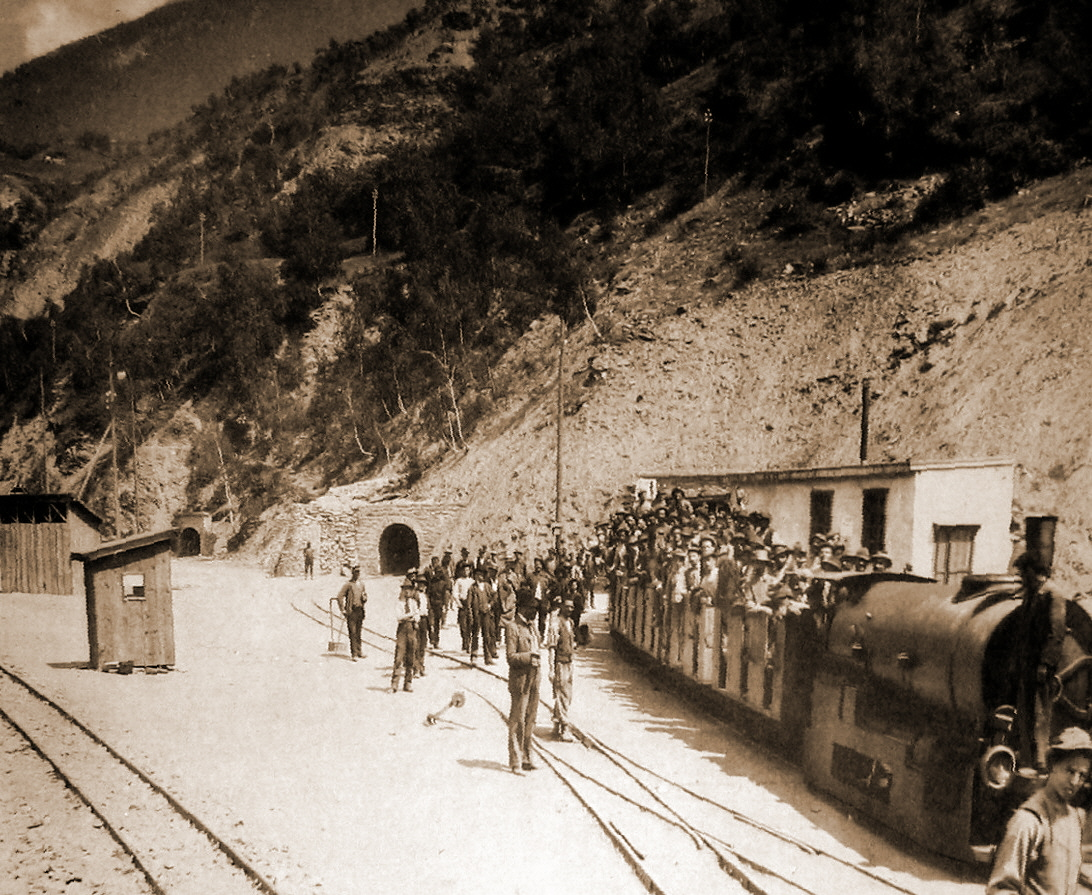
Výstavba Simplonského tunelu

V roce 1906, po osmi letech výstavby, byl otevřen první tubus Simplonského tunelu a pokračování trasy do Domodossoly. Jižní část úseku do Domodossoly byla vytvořena tunelem Varzo elicoidale, pravděpodobně nejdelším spirálovým tunelem na světě. Simplonský tunel byl od zahájení provozu až do roku 1930 elektrifikován třífázovým proudem o napětí 3000 V a frekvenci 16 Hz.
Druhý tubus Simplonského tunelu byl postaven v letech 1912 až 1921 a pro dopravu byl otevřen v roce 1922.
V roce 1930 byla trať z Brigu do Domodossoly elektrifikována v celé délce pomocí švýcarského napájecího systému o napětí 15 000 V a frekvenci 16 ⅔ Hz, který je díky svému vysokému napětí vhodnější pro strmou jižní rampu než italský stejnosměrný systém o napětí 3000 V. Železniční dopravu na jižní rampě Iselle–Domodossola v Itálii provozovala od jejího otevření společnost SBB v souladu se švýcarskými předpisy. Až do elektrifikace v roce 1930 byl strmý úsek trati o sklonu 25 promile provozován s parním pohonem, pro který byl v depu Brig k dispozici velký počet parních lokomotiv řady C 5/6, které po elektrifikaci Gotthardské dráhy našly pole působnosti na jižní rampě Simplonské dráhy.
Od roku 1992 existuje jednokolejná elektrifikovaná spojovací trať ze stanice Domodossola I do seřaďovacího nádraží Domodossola II, která umožňuje přístup švýcarských lokomotiv do nákladového nádraží. Seřaďovací nádraží slouží především k výměně lokomotiv pro tranzitní nákladní vlaky.

## Průběh trati

### Vallorbe–Lausanne

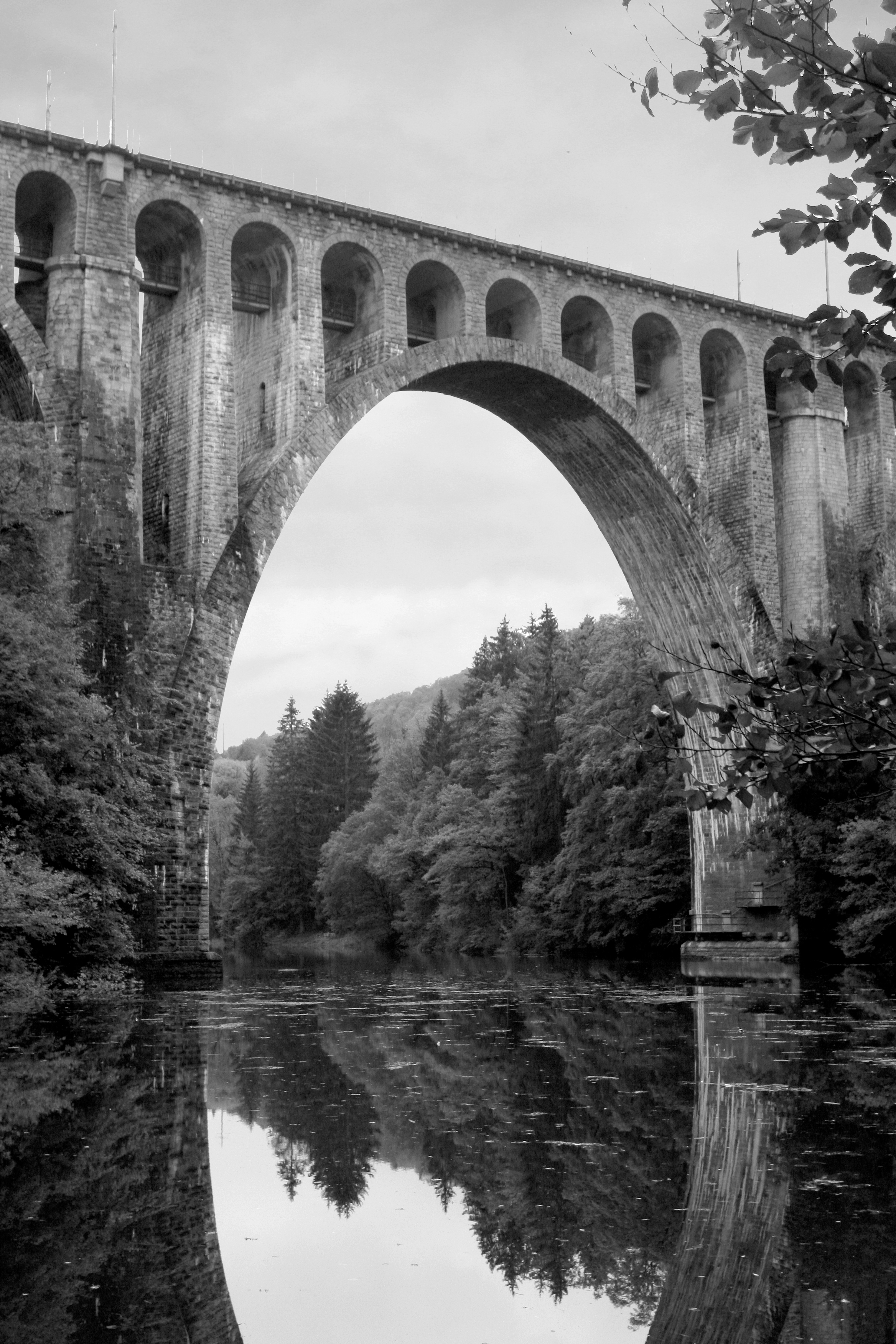
Viadukt v Le Day

V oblasti pohraniční stanice Vallorbe se trať napojuje na své severní pokračování, trať RFF z Dijonu. Po přejezdu viaduktu Le Day se trať dostává na nádraží ve vesnici Le Day. Hned za ní odbočuje vpravo odbočka do Le Brassus. Mezi stanicemi La Sarraz a Cossonay se k trati připojuje jižní jurská trať z Oltenu. Spolu s touto tratí pak trať dosahuje obce Bussigny, kde kolejový trojúhelník (triangl) umožňuje napojení na železniční trať Lausanne–Ženeva. Díky tomuto trojúhelníku vlaky na jižní jurské trati, jedoucí z Jury do Ženevy, nemusejí vykonávat úvrať na nádraží v Lausanne. Do hlavního města kantonu Vaud, Lausanne, trať přichází ze severozápadu přes Renens.

### Lausanne–Brig
Za stanicí Lausanne vlevo odbočuje trať do Fribourgu a Bernu, zatímco Simplonská dráha zůstává na břehu Ženevského jezera. Některé obce oblasti Lavaux mají zastávky na obou tratích, například Pully (Pully a Pully Nord) nebo Lutry (Lutry a La Conversion). Na nádraží Vevey trať přichází přes Pully, Lutry a Cully. Zde se na Simplonskou trať napojuje jednokolejná spojka, tzv. Chemin de fer Vevey-Chexbres, která navazuje na železniční trať do Bernu a obchází Lausanne. Odtud vede také úzkorozchodná trať společnosti Transports Montreux–Vevey–Riviera (MVR) do Les Pléiades. Do stanice Montreux (jediné švýcarské stanice se třemi různými rozchody) trať prochází přes La Tour-de-Peilz, Burier a Clarens, které již patří k Montreux. Zde odbočuje trať MVR na Rochers de Naye a dráha Montreux-Berner Oberland-Bahn do Lenku. Za Montreux vede trať kolem hradu Chillon a bývalého hotelu Byron do Villeneuve. V Aigle odbočují tři úzkorozchodné tratě do Leysinu, Les Diablerets a Champéry. Tyto místní dráhy provozuje společnost Transports Publics du Chablais (TPC). V Bex vede úzkorozchodná trať na Col-de-Bretaye. V Saint-Maurice se na Simplonskou dráhu napojuje trať ze Saint-Gingolph. Poté následuje Martigny, kde se opět rozvětvují dvě železniční tratě. Obě provozuje společnost Transports de Martigny et Régions (TMR); jde o úzkorozchodnou trať do Chamonix a trať standardního rozchodu do Orsières, včetně odbočky do Le Châble. O několik kilometrů dále se nachází Sion a krátce po něm Sierre, za kterým se nachází jazyková hranice mezi francouzštinou a němčinou. První zastávkou v horním Valais je Leuk. Ve stanici Visp je napojení na dráhu Matterhorn Gotthard Bahn (MGB) z Zermattu a na trať navazuje také Lötschberský úpatní tunel. MGB vede z Brigu, kde se horská Lötschberská dráha napojuje na Simplonskou dráhu, směrem dále do horního Valais.

### Brig–Domodossola

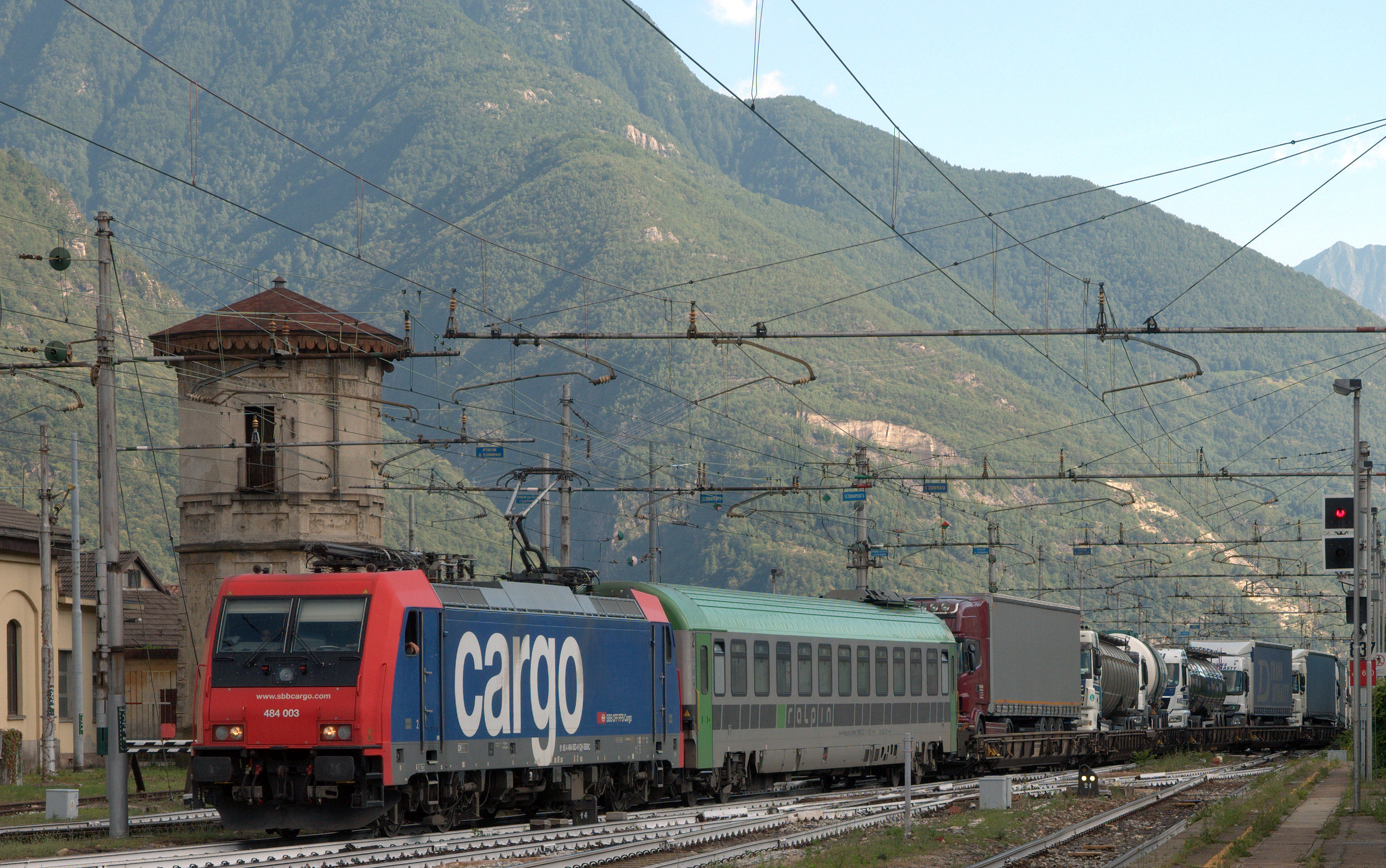
Nákladní vlak systému RoLa ve stanici Domodossola

Za městem Brig trať mizí v Simplonském tunelu, v jehož středu se nachází švýcarsko-italská státní hranice. Tunel se opouští v Iselle di Trasquera v údolí řeky Diveria, kde se stejně jako v Brigu nacházejí terminály vlaků, převážejících tunelem automobily. Následuje 1,7 km dlouhý tunel Trasquera a 3 km dlouhý spirálový tunel Varzo severozápadně od stejnojmenné vesnice. Do Domodossoly, nyní již v širokém údolí řeky Toce, trať přichází přes zastávky Varzo a Preglia. Dvoukolejná trať mezi jižním portálem Simplonského tunelu a Domodossolou o délce 19 kilometrů je provozována podle švýcarského energetického a zabezpečovacího systému v souladu se švýcarskými železničními provozními a návěstními předpisy. Úsek trati je napájen trakčním proudem o frekvenci 16,7 Hz ze Švýcarska, ale patří italským státním drahám (Ferrovie dello Stato Italiane, FS), které také zajišťují personál stanic. I v 21. století s otevřeným přístupem k síti je většina italského úseku trati pojížděna pouze švýcarskými vozidly.
Přechod vlaků na italskou železniční síť spolu s případnou výměnou lokomotivy a personálu probíhá pro vlaky osobní dopravy a vlaky systému RoLa v osobní stanici Domodossola (také Domodossola I) a pro nákladní vlaky ve stanici Domodossola II. Z Domodossoly jezdí vlaky do Milána po trati Domodossola–Milán, kterou vlastní italský správce infrastruktury Rete Ferroviaria Italiana (RFI).

## Infrastruktura
V roce 2017 byl zahájen provoz systému ETCS v úrovni Level 2 mezi Lausanne (mimo) a Villeneuve. Projekt slouží jako pilotní projekt pro přechod celé sítě švýcarských železnic na ETCS, který by měl proběhnout do roku 2025.
Od prosince 2017 je zbytek trati, který je vybaven světelnými návěstidly, zabezpečen kromě švýcarských národních systémů Integra-Signum a Euro-ZUB také bezpečnostním systémem ETCS L1 Limited Supervision.
Druhý úsek mezi Sionem a Sierre měl být od roku 2018 převeden na signalizaci na stanovišti strojvedoucího. Od roku 2022/23 bylo plánováno vybavení úseků Roche VD – Vernayaz a Visp – Simplon stejnou technologií. Z důvodů nákladů a technické udržitelnosti (systém GSM-R je dodavateli podporován pouze do roku 2030) však byly tyto změny odloženy na pozdější dobu.

## Provoz na trati

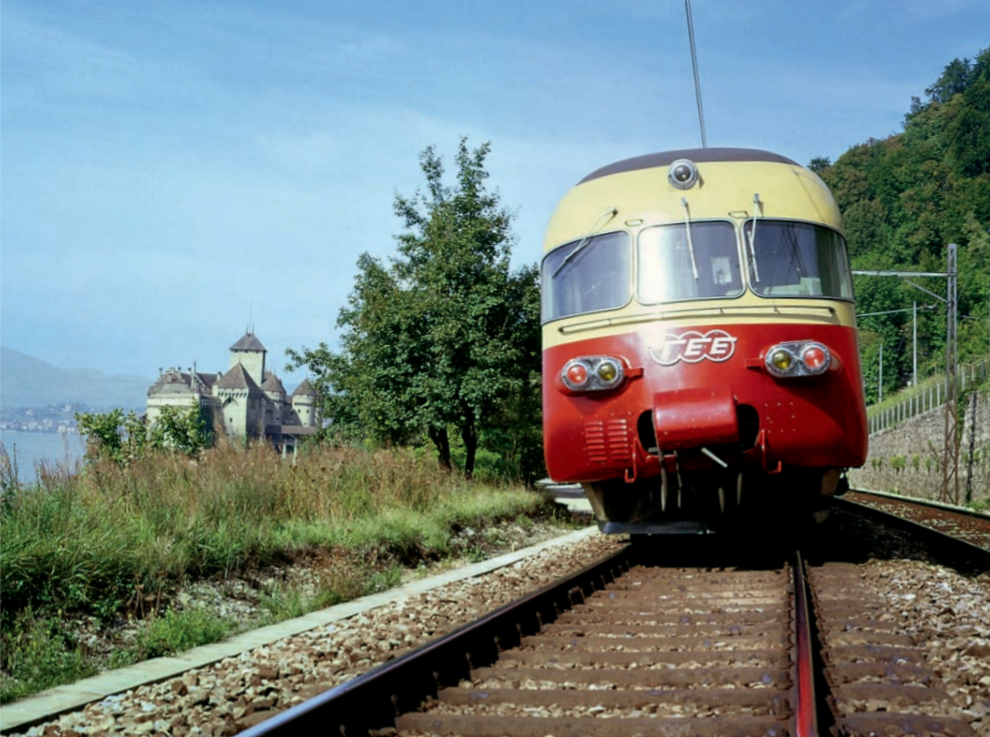
Vlak TEE u zámku Chillon

Od ukončení provozu spojů Trans Europ Express (TEE) z Paříže do Milána jezdily v celé trase Simplonské trati pouze noční vlaky. Tyto vlaky provozovala společnost Trenitalia pod názvem Thello a jezdily trase Paříž – Dijon – Milán – Benátky. Provoz vlaků byl kvůli pandemii nemoci covid-19 zastaven v březnu 2020 a k 30. červnu 2021 definitivně ukončen. Pod značkou Trenitalia France zahájila společnost v prosinci 2021 provoz spojení mezi Itálií a Francií vysokorychlostním vlakem Frecciarossa 1000, avšak již po trase mimo Švýcarsko.

### Dálková doprava
Mezi Vallorbe a Lausanne jezdí sezónně dálkové vlaky TGV z Paříže. Mezi Cossonay a Bussigny nebo Lausanne je trasa využívána vlaky ICN, které jezdí na jižní jurské trati směrem na Neuchâtel a Biel. Mezi Lausanne a Brigem jezdí vlaky InterRegio na ženevské letiště. Mezi Lausanne a Domodossolou jezdí vlaky EuroCity, které jezdí ze Ženevy do Milána nebo Benátek. Po otevření Lötschberského úpatního tunelu v roce 2007 využívají vlaky InterCity Romanshorn–Brig a EuroCity Basel SBB – Milano Centrale úsek mezi jižním portálem ve Vispu a severním portálem Simplonského tunelu v Brigu.

### Regionální doprava

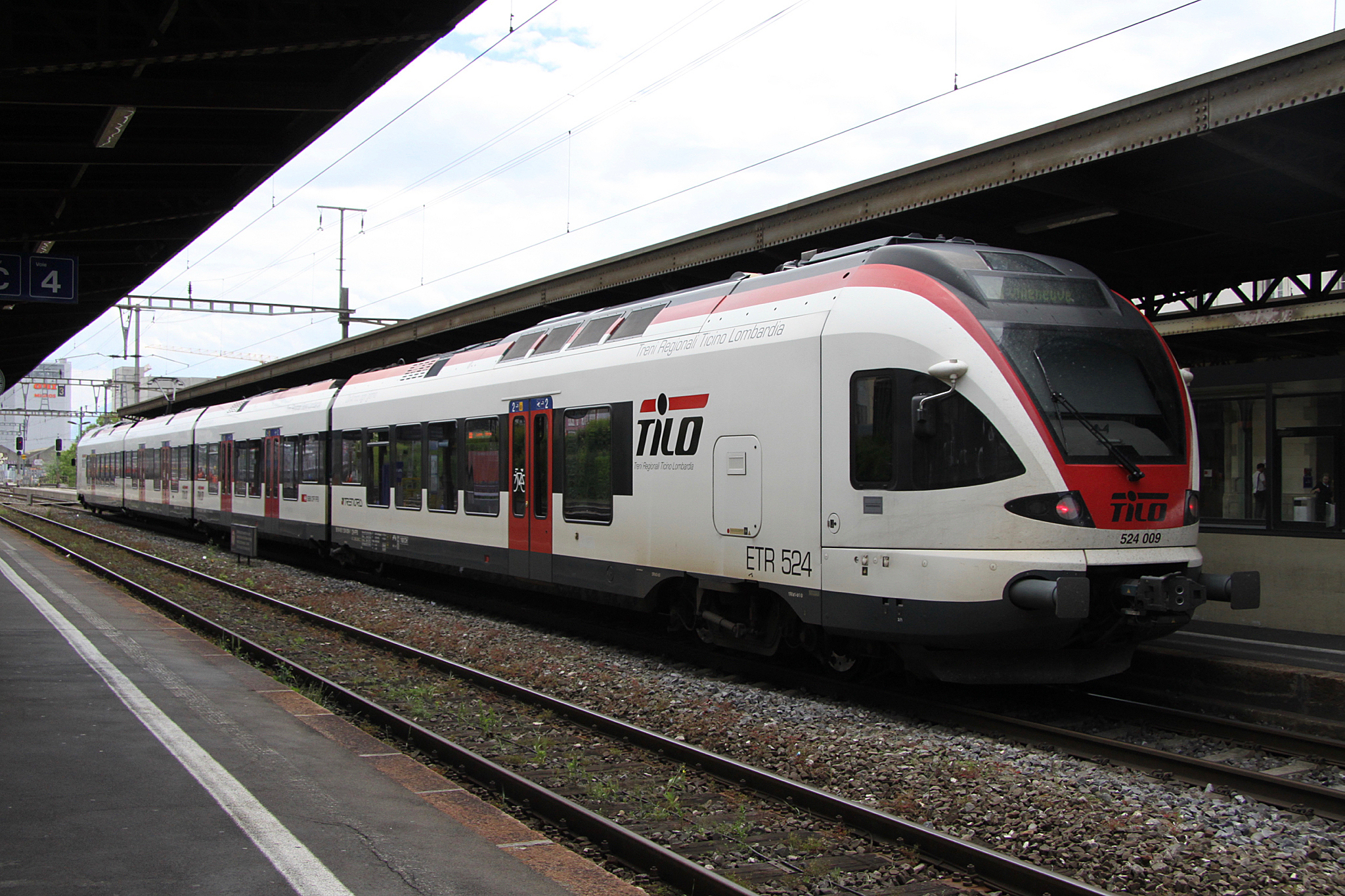
Regionální vlak systému RER Vaud v Renens

V údolí Rhôny jezdí regionální vlaky z Brigu do Monthey nebo Saint-Gingolph. Kromě toho většina linek systému Réseau Express Régional vaudois (zkráceně RER Vaud) jezdí po úsecích Simplonské trati; úsek mezi stanicemi Lausanne a Renens využívá šest z devíti linek RER, protože po Simplonské trati jezdí také vlaky do a ze Ženevy. Linky R1 a R2 jezdí mezi Grandsonem a Cully, R3 a R4 mezi Vallorbe a St-Maurice a R5 a R6 mezi Renens a Lausanne.